# جاي أندريجيك
جاي أندريجيك (بالإنجليزية: Jay Andrijic)‏ مواليد 3 أكتوبر 1995 في سيدني، هو لاعب كرة مضرب أسترالي. أعلى تصنيف له في الفردي كان 957. أعلى تصنيف له في الزوجي كان 569.

## نهائيات

### الزوجي: 1 (1–0)
| الحصيلة | السنة | البطولة           | الأرضية | الشريك       | المنافس                        | النقاط        |
| ------- | ----- | ----------------- | ------- | ------------ | ------------------------------ | ------------- |
| الفوز   | 2013  | أستراليا المفتوحة | صلبة    | برادلي موسلي | ماكسيميليان مارترر لوكاس ميدلر | 6–3, 7–6(7–3) |

## روابط خارجية
- جاي أندريجيك على موقع رابطة محترفي التنس (الإنجليزية)
- جاي أندريجيك على موقع الاتحاد الدولي لكرة المضرب (الإنجليزية)
- جاي أندريجيك على موقع اتحاد التنس الأسترالي (الإنجليزية)
- جاي أندريجيك على موقع خلاصة التنس.كوم (الإنجليزية)
- جاي أندريجيك على موقع إي إس بي إن.كوم (الإنجليزية)